# 軒斯·巴美達
軒斯·巴美達（英語：Heinz Barmettler，1987年7月21日—），是一名瑞士足球运动员，司职後衛，目前效力瑞超球队蘇黎世，他是2006-07年瑞士聯賽冠軍的一分子。
2009年11月14日，巴美達第一次代表國家隊出賽主場0:1分負于挪威打足90分鐘。

## 連結
- FC Zurich profile